# 庄内藩
庄内藩または荘内藩（しょうないはん）は、江戸時代の日本で、出羽国田川郡庄内（現在の山形県鶴岡市）を本拠地として、現在の庄内地方を知行した藩。譜代大名の酒井氏が一貫して統治した。明治時代初頭に大泉藩（おおいずみはん）と改称した。
藩庁は鶴ヶ岡城。枝城として酒田市に亀ヶ崎城を置いた。支藩に大山藩・松山藩がある。
転封の多い譜代大名にあって、庄内藩酒井氏は転封の危機に晒されはしたものの、江戸幕府による転封が一度もなかった数少ない譜代大名の一つである。庄内藩は、藩史に見られるように藩主・家臣・領民の結束が極めて固い。たとえば、天保期に起きた三方領地替え（後述）では領民による転封反対運動（天保義民事件）によって幕命を撤回させている。また、幕末の戊辰戦争では庄内藩全軍の半数近くにおよぶ約2,000人の農民・町民が兵に志願し、戦闘で300人以上の死傷者を出しながらも最後まで勇戦したほか、敗戦後に明治政府から藩主酒井忠宝へ移転の処罰が下されたさいには、家臣領民を上げて30万両の献金を集め明治政府に納めることで藩主を領内に呼び戻している。現代でも酒井宗家は庄内に居住しており、当主は殿と呼ばれることすらある（酒井忠明を参照のこと）。
これら一連の藩主擁護活動は本間光丘による藩政改革に端を発している。この藩政改革以後、領民を手厚く保護する政策が基本姿勢となり歴代藩主はこれを踏襲したため、領民たちは藩主への支持を厚くしていき、藩の危機においては士民一丸となって協力する体制が出来上がっていった。
歴代藩主では、幕府老中となった酒井忠寄と、戊辰戦争を戦った酒井忠篤が有名である。

## 歴史
戊辰戦争終結まで酒井氏が治めた。藩主の酒井氏は、戦国武将で徳川四天王の1人である酒井忠次の嫡流、左衛門尉酒井氏で譜代の名門の家柄である。

### 初期
関ヶ原の戦いの後、現在の山形県の大半を領有した最上氏がお家騒動（最上騒動）を起こしたため元和8年（1622年）に3代で改易となり、藩領が4分割された。信濃松代藩より酒井忠勝が3万8000石を加増されて13万8000石で庄内に入部、庄内藩を立藩した。藩の領地は田川郡（現在の鶴岡市・庄内町・三川町）、飽海郡、村山郡の3郡から成っていた。庄内藩は、藩外に通じる出入口を吹浦口、念珠ヶ関口、小国口（関川口）、清川口、大網口の5か所と決め、それぞれに関所を置いた（庄内五口）。
元和9年に総検地を行ったところ5万3000石を上回る増加が見込まれたため、幕府に20万石相当の御役目を望んだが叶わなかった。寛永9年（1632年）には肥後国熊本藩52万石を改易された加藤忠広の御預先（配流先）を申し出てこれを得ると、堪忍料として忠広1代に限り領内の丸岡1万石を分与した。その代価として幕府からは忠勝に弟直次の遺領である左沢藩1万2000石が与えられ、差し引き14万石の表高となる。以後、酒井氏は最上氏旧領内に立てられた4藩の中でも中心的存在となった。
しかし総検地で明らかになった5万3000石は農民にとって実質的な年貢増徴となった。特に遊佐郡ではこれによって従前5,700石程だった年貢が1万石に増したことに農民が反発、同郡の百姓44軒400人前後が逃亡して由利仙北に流れるという騒ぎとなった。加えて寛永11年（1634年）には遊佐郡の大肝煎（大庄屋）高橋太郎左衛門が幕府に上訴するにおよび庄内藩は動揺した。太郎左衛門は御禁制の上訴を行った罪で牢につながれたが、逃亡者が連れ戻された直後に幕府の目付から巡見使が送られて来ると情報が入ったため牢から急遽出された。江戸の情報に明るい酒田衆からの情報をもとに、太郎左衛門は弟の長四郎と共に江戸へ出て、幕閣の耳に確実に届くよう江戸目付に訴え出ている。
ちょうどそのころ、酒井家では、藩主忠勝の弟忠重（長門守）による御家乗っ取りが画策されていた。忠重は直臣旗本として出羽国村山郡白岩に8,000石を知行する交代寄合だったが、白岩領に1,000人を超える餓死者を出す程の苛政を敷いたため百姓一揆が起こり、これで忠重は改易となり兄忠勝のもとで御預りの身となった。面白くない忠重はやがて長男忠広を忠勝の長女と娶せた上で、忠勝の嫡子忠当を廃嫡して忠広を世子に立てさせようとしたのである。まんまと忠勝を抱き込んだ忠重は、正保3年（1645年）には忠当の後ろ盾となっていた筆頭家老の高力喜兵衛を追放、これに連なる一派も処罰して藩政から一掃させた。しかし忠当の廃嫡を目前にして忠勝が病死したため、幕府への届出通り世子忠当が庄内藩主を相続。忠当は不逞の叔父忠重に2万両を与えてこれを義絶して混乱を収拾すると共に（酒井長門守一件）、次弟の忠恒に松山2万石を、三弟忠解には大山1万石を分知して、繰り返されかねない将来の禍根を絶った。

### 中期
庄内平野は米どころで、且つ酒田（現在の酒田市）は北前船の寄港地として栄えたため財政的に裕福なはずであり、一説に実収入は30万石以上ともいわれた。しかし、5代・忠寄は正妻を加賀藩・前田氏より迎え、老中として幕閣の一翼を担い、日光東照宮修理の割り当てと出費がかさみ赤字藩へと転落した。
7代・忠徳の代になると借金は20数万両に膨らんだ。ここに酒田の大地主・本間家当主の本間光丘に藩財政立て直しを委任した。光丘は藩士・農民などの借財の一切を肩代わりし、江戸藩邸の支出を抑えるなど出費の無駄を省き、借金の返済計画を立案・実行させた。また、飢饉に備え備荒籾（備蓄米）を蓄えた。
日本の近世における最悪の飢饉の一つとされる天明の大飢饉（1782年〈天明2年〉‐1788年〈天明8年〉）のさなかの天明8年に北関東（現）・東北地方（現）・北海道（現）を巡った古川古松軒は、『東遊雑記』に「平民が極度の貧困に喘いでいるのが当たり前である東北地方の中で、唯一庄内藩の領内では平民が『きちんとした生活』をしており、庄内藩の善政が良く分かる」という趣旨を特記している。
寛政7年（1795年）には老中竹内八郎右衛門を中心にして農村改革を断行。貸付して膨らんだ藩からの米金の返済を免除し、富農には困窮与内米を課し、それを飢饉時に農民を救う資金へとあてた。手当米を与え、放棄され荒廃した公有地で耕作させるなどの諸政策は実を結び、次第に農村は再生していく。それは税収の安定をもたらし、藩財政は好転した。天保4年（1833年）に大凶作が起こるが、他国米の買い入れ、配給制の実施で他の東北諸藩に比べると餓死者は少ないものだった。それらの飢餓への対処が、後の三方領地替えの際の領民の行動に繋がったという説もある。しかし農村へ与えた影響は甚大で、再びの農政改革を必要とした。
文化2年（1805年）には忠徳が、藩校致道館を設立。祭酒司業には太宰春台の教えを受けた白井矢太夫が任じられた。

### 三方領知替え
天保11年（1840年）、8代・忠器の時に藩に危機が訪れる。財政が好転し、また実収が20万石ともそれ以上ともいわれる庄内に目をつけたのが武蔵川越藩主・松平斉典である。当時川越松平家は度重なる転封で莫大な借財を抱え、また水害等で藩領内が荒廃して財政が逼迫していた。そこで、内実の豊かな庄内への転封を目論んだ。斉典は11代将軍・家斉の第二十一子・紀五郎（のちの斉省）を養子に迎え、養子縁組のいわば引き出物として、当時、大御所となっていた家斉に庄内転封を所望した。このため、松平を川越から庄内へ、庄内の酒井を越後長岡へ、長岡藩の牧野忠雅を武蔵川越へという「三方領知替え」という計画が持ち上がった。

これに対し、天保12年1月20日（1841年2月11日）庄内藩の領民は江戸へ出向き幕府に領知替え取り下げを直訴した。この行動は本来ならば死罪である。また従来、領民の直訴といえば藩政の非を訴えるものであるが、領民による藩主擁護の行動は前代未聞であり、逆に幕府役人より賞賛された。同年7月12日（8月28日）、徳川家斉・斉省の死去も伴い幕命は撤回となった。この三方領知替えの撤回は、後に印旛沼堀割工事の際に、懲罰的な御手伝普請を庄内藩が強いられる遠因となった。
なお、藤沢周平の小説『義民が駆ける』は、この三方領知替えを農民の立場から描いた作品である。

### 幕末 - 戊辰戦争
幕府は安政2年（1855年）に東北地方の秋田藩、弘前藩、盛岡藩、仙台藩の4藩に北方警備を命じていた。その後、安政6年（1859年）に幕府が蝦夷地分領政策へ転換すると、東北から先の4藩に加えて新たに会津藩とともに蝦夷地の分与を受けた。藩の領地は浜益から天塩まで、警備範囲は領地のほか厚田から現寿都町歌棄付近までとされ、北海道石狩市には荘内藩ハママシケ陣屋跡が国指定史跡として残る（史跡名称では「荘内藩」の表記を用いている）。1860年に設けられ、奉行長屋や兵糧小屋のほか神社、水路（千両堀）も整備されて、藩士のほか職人、農民を含めて800人が移り住んで開拓を進めたが、戊辰戦争勃発で本領に引き揚げた。
元治元年（1864年）、江戸市中警護の功により17万石の格となり、慶応元年（1865年）に改めて、かねてから庄内藩の預地となっていた村山郡谷地地方などを中心に2万7000石を加増され、領知高は16万7071石余に達した。
慶応3年12月（1868年1月）、上山藩などとともに江戸薩摩藩邸への討ち入りを命ぜられ実行、戊辰戦争の口火を切るとともに、後に明治政府軍による徳川将軍家武力討伐の口実や、奥羽鎮撫総督による庄内藩攻撃の口実ともなった（戊辰戦争#東北戦争）。
1868年の戊辰戦争では、1867年、松平権十郎を中心とする派閥が公武合体派を攻撃し、逮捕投獄による藩論の統一を経て、会津藩とともに奥羽越列藩同盟の中心勢力の一つとなった。但し、奥羽越列藩同盟は会津、庄内の謝罪嘆願を目的としたものであったため、正確には両藩は加盟していない（会津藩と庄内藩で会庄同盟が締結された）。戊辰戦争では、明治政府に与した新庄藩、久保田藩領内へ侵攻。当時日本一の大地主と言われ庄内藩を財政的に支えた商人本間家の莫大な献金を元に商人エドワード・スネルからスナイドル銃など最新式兵器を購入。清川口では攻め入る明治政府軍を撃退。その後に新庄を落とし、内陸、沿岸から秋田藩へ攻め入った庄内軍は中老酒井玄蕃率いる二番大隊を中心に連戦連勝、明治政府軍を圧倒した。内陸では横手城を陥落させた後さらに北進、久保田城へ迫ったが、新政府側が秋田戦線へアームストロング砲やスペンサー銃等の最新兵器で武装した佐賀藩（正確には佐賀藩内の武雄鍋島家）の兵力を援軍として投入したため、戦線は旧藩境付近まで押し戻されて膠着状態となった。
列藩同盟盟主の一角である米沢藩が降伏したため、藩首脳部は撤兵を決断、さらに会津藩も降伏し、庄内藩以外の全ての藩が恭順した。明治元年9月26日（1868年11月10日）、庄内藩も恭順したが、最後まで自領に新政府軍の侵入を許さなかった。なお、戊辰戦争の直前および交戦中には会津藩とともに、当時のプロイセン王国に対して駐日代理公使マックス・フォン・ブラントを通じて蝦夷地（北海道）に持つ所領の割譲を提案し、その見返りとして兵器・資金援助や軍事介入を得ようとしていたことが分かっている。
明治元年12月に公地没収。11代・忠篤は謹慎処分となったが、弟・忠宝が12万石に減封の上、陸奥会津藩へ、翌明治2年（1869年）6月には磐城平藩へと転封を繰り返した。本間家を中心に藩上士・商人・地主などが明治政府に30万両（当初は70万両の予定だったが揃わず減額が認められた）を献金し、明治3年（1870年）酒井氏は庄内藩へ復帰した。共に列藩同盟の盟主であった会津藩が解体と流刑となったのとは逆に、庄内藩は比較的軽い処分で済んだ。これには明治政府軍でも薩摩藩の西郷隆盛の意向があったと言われ、この後に庄内地方では西郷隆盛が敬愛された。明治3年11月には、旧庄内藩主酒井忠篤が旧藩士78名と共に鹿児島に入り、また後年にも旧家老菅実秀等が鹿児島を訪問し、西郷隆盛（西郷南洲翁）に親しく接する機会を得た。この経験を踏まえ、南洲翁の遺訓をまとめた『西郷南洲翁遺訓』が旧庄内藩士により、明治初期にまとめられた。現在でも、南洲翁の遺徳を伝えようと、財団法人荘内南洲会により南洲神社が運営されている。　
明治2年9月29日、藩名は大泉藩と改称された。同年、胆振国虻田郡を領有している。明治4年（1871年）廃藩置県により大泉県となる。後、酒田県や鶴岡県への改名を経て、1876年8月21日に山形県に編入された。酒井氏は明治17年（1884年）に伯爵となり華族に列している。
当藩出身の著名な人物として、領内清川村出身の志士・清河八郎がいる。

## 歴代藩主
- 酒井家（左衛門尉酒井家）・譜代大名

1. 忠勝[10]
2. 忠当[10]
3. 忠義[11]
4. 忠真[12]
5. 忠寄[13]
6. 忠温[14]
7. 忠徳[15]
8. 忠器[16]
9. 忠発[16]
10. 忠寛[17]
11. 忠篤[18]
12. 忠宝[19]

酒井伯爵家（1886 - 1947）
1. 忠純
2. 忠惇
3. 忠良

庄内酒井家（1947 - ）
1. 忠明（1947 - 2004）
2. 忠久（2004- ）
3. 忠順

左衛門尉酒井家の家紋「丸に片喰」

- 現当主の18代・酒井忠久は、致道博物館の理事・館長などを務める。2016年8月、日本美術刀剣保存協会会長に就任[20]。
- 忠久の長男・忠順は、獨協大学大学院で経済学を修め、庄内地方の物産を扱う会社を経営する。

## 重臣
酒井奥之助家、酒井吉之允家および松平甚三郎家はいずれも藩主の一門で、両敬家と称されて特別な待遇を受け、藩政の中期までは藩主の相談役となり役職には就かなかった。
- 酒井奥之助家
酒井忠直＝直隆－直通＝直豫＝直恭－直豊＝直寛－直方
- 酒井吉之允家
酒井了次－忠崇－重盈－重栄＝重喬＝重頼－了知－了安－了繁＝了明－了恒－了敏＝調良
- 松平甚三郎家 ※福釜松平家（藩主一門）
松平久恒（酒井忠次の4男、福釜松平家・松平親俊の養子）－久昌－久勝＝久親＝廣親＝親治＝久敬＝久武＝久敬（再襲）＝久寛－久重－久大－久厚
- 松平武右衛門家 ※松平甚三郎家分家（福釜松平家、藩主一門）
松平久豊＝久寛＝久映－久長＝久中－武平（久徴）－久茂＝久義＝久彰＝久継
- 松平舎人家
松平輝親＝城親＝信親＝惟親－知親－敬親
- 松平権右衛門家 ※長沢松平家
- 石原平右衛門家
石原道秀－西善（河内）－重秋－重則＝重貞（重則嫡孫）－重寿＝允政（重寿弟）－重時－重光－重美
- 竹内八郎右衛門家
- 水野内蔵助家
水野重次－重久－重治－重誠－重孝＝重幸－重栄－重明－重民－重剛
- 加藤衛夫家

## 支藩

### 出羽松山藩
松山藩（まつやまはん）は、庄内藩領より分与された新田を領有した藩。出羽国飽海郡松山（山形県酒田市）に居所を構え、廃藩置県まで存在した。石高は2万5000石（立藩時は2万石）。明治2年（1869年）には松嶺藩（まつみねはん）と改称した。
庄内藩初代藩主・酒井忠勝の三男・忠恒が、正保4年（1647年）庄内藩領のうち新田など2万石を分与されたことに始まる。3代・忠休は奏者番を経て若年寄に累進した。このため5,000石を加増され、さらに城を構えることを許され、以後、藩庁は松山城となった。しかしながら、幕閣に参与したために経費がかさみ藩財政は悪化した。これに対し家臣は隠居を要求したが認められなかった。
幕末には本藩である庄内藩に従い奥羽越列藩同盟に与し明治政府軍に降伏。時の藩主・忠良は藩領のうち2,500石を減封され、隠居を命じられた。
明治4年（1871年）、廃藩置県により松嶺県となり、酒田県・鶴岡県を経て山形県に編入された。藩主家は明治17年（1884年）に子爵となり華族に列している。

#### 歴代藩主
- 酒井家

1. 忠恒[23]
2. 忠豫[24]
3. 忠休[24]
4. 忠崇[25]
5. 忠禮[26]
6. 忠方[27]
7. 忠良[27]
8. 忠匡[28]

### 大山藩
大山藩（おおやまはん）は江戸時代前期の正保4年（1647年）から寛文8年（1668年）まで存在した藩であった。
庄内藩初代藩主・酒井忠勝の死去に際し、2代藩主・忠当への遺言に基づき、忠勝の七男・忠解が、正保4年（1647年）庄内藩領のうち田川郡内の大山（鶴岡市）で新田1万石(大山二十三ヶ村)を分与され、陣屋を構え立藩した。
寛文8年（1668年）嗣子がなく、藩主死去に伴い収公され幕府領となった。

#### 歴代藩主
- 酒井家

1. 忠解[32]

### 余目領
初代藩主酒井忠勝の次男・忠俊の長男・忠高に天和2年（1682年）余目で5,000石の分知が行なわれ、旗本となった。この後、養子忠雄、養子忠盈と受け継がれたものの、忠盈死去に際し嗣子無く元禄9年（1696年）に収公され幕府領となった。
分知の際の分人は不明だが、忠雄の元禄2年では家中7人、徒8人であった。領主は定府で、領地には年貢徴収にあたった役人1人と手代2人が置かれた。また駿府在番などの幕府軍役負担の際には、本藩庄内藩からの支援を受けていた。
余目領は松山藩が築城を行なう際に、松山藩左沢領と一時交換の形で松山藩領となった時代があるが、幕府代官支配、庄内藩預地を繰り返していた。

### 左沢藩
左沢藩（あてらざわはん）は江戸時代初期に出羽国村山郡左沢（山形県西村山郡大江町）付近を領有した藩で、庄内藩の支藩ではないが庄内藩主酒井忠勝の弟・直次が封じられたことからここに記す。
元和8年（1622年）、山形の最上氏の改易によって、庄内藩成立と同時に酒井忠勝の弟・直次が村山郡左沢で1万2000石を与えられ成立した。寛永元年（1624年）に、成立当初に錯綜していた幕府領と左沢藩領が整理され73箇村に確定した。藩主直次は当初居城を左沢楯山城としたが、後に小漆川に築城を始め、城下町の造営に着手した。左沢藩は藩主直次が寛永8年（1631年）3月10日に嗣子なく没したため収公され幕府領となった。この左沢領は収公後に庄内藩の預地となり、寛永9年（1632年）に加藤忠広の改易庄内藩預かり処分に伴い庄内藩丸岡領1万石と交換の形で庄内藩領となった。さらに慶安元年（1648年）には出羽松山藩の分知成立により、同藩領となった。
直次は青苧（あおそ）畑の検地を行なっていて、青苧畑については最上氏の時代から既に領内の上・下五百川の村々に青苧畑に浮役として課税が行なわれていた。これが検地により左沢藩全体に本来の一般の畑としての課税に加え、青苧役が二重に課税されることとなった。両五百川領ではさらに従来の浮役がそのままとなっていて三重の課税となった。浮役は金納から米納となって浮役代米として納められていて、青苧役も当初は現物納であったものが、庄内藩領となった寛永9年までには米納となり青苧代米として納められた。

#### 歴代藩主
- 酒井家

1. 直次[41]

以上のほか、庄内藩の支藩として谷地藩 (やちはん)について言及している出版物がある。谷地藩とは、明治時代初期に修史局によって編纂された「藩制一覧表」に名前があるだけの藩として知られているが、これに関して宮武外骨は、幕末に加増された谷地地方に庄内藩が分藩または分置し、「谷地藩」と称して明治政府に申請したが、結局認められなかったのだろうと推測した。ただし大正時代に出版された華族名鑑などで、谷地藩は米沢新田藩から改称された呼称であると明記され、米沢藩の内部史料に谷地藩への言及があることから、宮武の考察は誤りであり、谷地藩は庄内藩の支藩ではない。

## 幕末の領地

### 大泉藩
- 出羽国（羽前国）
  - 田川郡のうち - 399村（うち99村が第1次酒田県に編入）
- 出羽国（羽後国）
  - 飽海郡のうち - 248村（第1次酒田県に編入）
- 西蝦夷地（石狩国）
  - ハママシケ場所（浜益郡。開拓使直轄領に編入）
- 西蝦夷地（天塩国。いずれも開拓使直轄領に編入）
  - ルルモッペ場所（留萌郡）
  - トママイ場所（苫前郡）
  - テシホ場所（天塩郡）
  - テシホ場所（中川郡）
  - テシホ場所（上川郡）

上記のほか、明治維新後に胆振国虻田郡が所領に加わった。

### 松嶺藩
- 出羽国（羽前国）
  - 村山郡のうち - 63村
  - 田川郡のうち - 10村
- 出羽国（羽後国）
  - 飽海郡のうち - 41村
- 上野国
  - 勢多郡のうち - 6村

## 庄内藩に関連した小説
旧藩領内鶴岡市出身の小説家・藤沢周平が書いた一連の歴史小説には、庄内藩の歴史に取材したものがある。
- 長門守の陰謀:初代・忠勝の実弟・長門守忠重が我が子を藩主に据えようと画策した騒動（長門守一件）を描いた短編
- 義民が駆ける:三方領地替えを阻止すべく行動した義民を描いた[45]
- 回天の門:庄内藩出身の幕末の志士・清河八郎を描いた[45]

また、藤沢周平の多くの時代小説の舞台である架空の藩「海坂藩」は庄内藩がモデルとみなされ、映画『たそがれ清兵衛』『隠し剣鬼の爪』『武士の一分』（ともに山田洋次監督）、『蟬しぐれ』（黒土三男監督）で映像化されている。